# Guy Georges
Guy Georges, nato Guy Rampillon, soprannominato La bestia della Bastiglia (Vitry-le-François, 15 ottobre 1962), è un serial killer francese condannato all'ergastolo per aver ucciso sette donne tra il 1991 e il 1997.
Viene soprannominato "le tueur de l'Est Parisien" (l'assassino dell'est parigino) o "La Bestia di Bastiglia".

## Biografia
Nato Guy Rampillon da madre francese e padre afroamericano (George Cartwright, un soldato) che lo abbandona quando è ancora piccolo.
Dal 1991 al 1997, Guy Georges aggredì, torturò, stuprò e uccise sette donne nel quartiere parigino della famosa prigione della Bastiglia. 
Georges fu arrestato il 26 marzo 1998 e ammise i crimini di fronte alla polizia. Descritto dagli psichiatri come "psicopatico narcisista", è stato condannato all'ergastolo nell'aprile 2001, senza possibilità di libertà condizionata per 22 anni.

## Vittime

### Omicidi
- 24 gennaio 1991– Pascale Escarfail, 19 anni (stuprata e uccisa)
- 7 gennaio 1994 – Catherine Rocher, 27 anni (stuprata e uccisa)
- 8 novembre 1994 – Elsa Benady, 22 anni (stuprata e uccisa)
- 10 dicembre 1994 – Agnes Nijkamp, olandese, 33 anni (stuprata e uccisa)
- 8 luglio 1995 – Hélène Frinking, olandese, 27 anni (stuprata e uccisa)
- 23 settembre 1997 – Magalie Sirotti, 19 anni (stuprata e uccisa)
- 16 novembre 1997 – Estelle Magd, 25 anni (stuprata e uccisa)

### Altri crimini
- 1976 – Roselyne (sorella adottiva), tentato strangolamento
- 1978 – Christiane (sorella adottiva), tentato strangolamento
- Febbraio 1979 – Pascale C., tentato strangolamento
- Maggio 1980 – Jocelyne S., aggredita
- Maggio 1980 – Roselyne C., aggredita e accoltellata al volto
- 16 novembre 1981 – Nathalie C., 18, stuprata, accoltellata e lasciata a terra creduta morta
- 7 giugno 1982 - Violette K., stuprata, accoltellata, tentato strangolamento, riuscita a fuggire
- Febbraio 1984 – Pascale N., 21, stuprata, accoltellata, riuscita a fuggire
- 22 aprile 1992 – Éléonore D., aggredita
- 13 gennaio 1994 – Annie L., aggredita
- Giugno 1995 – Élisabeth O., aggredita
- 25 agosto 1995 - Mélanie B., aggredita
- Ottobre 1997 - Valérie L., aggredita

## Nei media
- Beast of the Bastille (Guy Georges). Formato: DVD-R. Numero di dischi: 1. Durata: 50 Minuti.  ISBN 1-4229-1594-8
- The Beast of the Bastille: Guy Georges, Crime & Investigation Network, 44 Minuti, Grandezza: 318 MB,
- L'affaire SK1, film francese del 2014
- Le donne e l'assassino, documentario Netflix del 2021